# Liste der Monuments historiques in Plélan-le-Grand
Die Liste der Monuments historiques in Plélan-le-Grand führt die Monuments historiques in der französischen Gemeinde Plélan-le-Grand auf.

## Liste der Bauwerke
| Bezeichnung        | Beschreibung                              | Standort | Kennzeichnung | Schutzstatus | Datum | Bild           |
| ------------------ | ----------------------------------------- | -------- | ------------- | ------------ | ----- | -------------- |
| Ehemalige Schmiede | auch auf dem Gebiet der Gemeinde Paimpont | (Lage)   | PA35000019    | Inscrit      | 2001  | weitere Bilder |